# Brady Singer
Brady Singer (Leesburg, Florida, 4 de agosto de 1996) es un jugador profesional estadounidense de béisbol que se desempeña en la posición de lanzador en Kansas City Royals, equipo de las Grandes Ligas de Béisbol (MLB).

## Carrera
Fue seleccionado en la primera ronda en el Draft de la MLB de 2018. En 2020 hizo su debut profesional con el equipo Kansas City Royals, donde lleva jugando cinco temporadas.